# Justine o le disavventure della virtù
Justine o le disavventure della virtù è un romanzo del 1791, la prima opera pubblicata da Donatien Alphonse François de Sade; si tratta della seconda versione di Justine, precedente alla terza e definitiva intitolata La nuova Justine pubblicata 8 anni dopo.

## Trama
Il racconto in prima persona, a un interlocutore imprecisato, narra di una giovane Justine, di nobile lignaggio e improvvisamente divenuta orfana la quale, complice la sua cieca devozione al Cristianesimo, intende vivere onestamente seguendo una rigorosa morale cattolica.
Tutti gli sforzi della ragazza sono vani: rapimenti, stupri e false incriminazioni sono solo una parte di una vita dolorosa per quindici anni. Justine subirà passivamente ogni sorta di violenza da personaggi sempre più perversi che la coinvolgeranno in orge, assassinii e torture. Ciascuno di essi, per licenza poetica dell'autore, le concederà un discorso esemplificativo circa la motivazione della natura crudele, propria e dell'essere umano. La ragazza puntualmente e fortunosamente riuscirà a scampare alla morte certa.
Nel finale, Justine sta per essere giustiziata per un omicidio che non ha commesso ma viene salvata sul patibolo da sua sorella Juliette che, al contrario di lei, ha assecondato per tutta la vita vizi e perversioni, facendo fortuna e acquisendo addirittura un titolo nobiliare.
La novella ha il suo epilogo dove termina il racconto di Justine. L'interlocutore si rivela essere sua sorella Juliette, presso la quale ha trovato rifugio. Poco dopo, tuttavia, affacciandosi a una finestra, la protagonista resta uccisa da un fulmine. Juliette osserva commossa il suo cadavere interrogandosi sulle rispettive scelte di vita diametralmente opposte.

## Justine
Come suggerisce Francine Du Plessix Gray  nel suo At Home With the Marquis De Sade, la protagonista si può identificare con la figura della bella Catherine Trillet (soprannominata proprio Justine), cameriera di servizio al castello di La Coste, appartenente al marchese, la quale, nonostante fosse periodicamente vittima dei desideri libidinosi del marchese, non volle mai ritornare dal padre che ne reclamava costantemente il ritorno; probabilmente Catherine non lasciò mai Sade per i sentimenti che covava intimamente per lui (così come Justine nei confronti del conte di Bressac, benché agghiacciata dalla sua spietatezza e efferatezza).

## Temi
Justine è il primo di due romanzi in cui lo scrittore espone la sua teoria su come la purezza sia capace di risvegliare le perversioni umane e di come questa non favorisca le speranze del virtuoso.
L'altra visione sociale del marchese presentata nel libro, riguarda le persone diverse da Justine che, viziose e libertine, sono accettate dalla società e spesso riescono a modificare il loro ceto di appartenenza. Emblema di questa situazione è la prostituta Juliette che divenendo la favorita di un nobiluomo gode di una vita agiata e acquisisce una diversa posizione sociale.
Temi filosofici
- rigetto delle tradizioni
- soggettività delle idee di virtù e vizio
- male dell'assolutismo anche nell'obiettivo del bene
- Natura come unica dominatrice dell'uomo
- la Ragione come sistema dominante non coinvolto

Temi politici e sociali
- gerarchie e disuguaglianze sociali
- corruzione della chiesa e della giustizia
- necessità di fiducia tra le persone (lo stesso De Sade definirà questa idea un'utopia assieme al socialismo)[senza fonte]

## L'Anti-Justine
Lo scrittore anch'egli francese Restif de la Bretonne pubblicò nel 1798 L'Anti-Justine o le delizie dell'amore, romanzo anch'esso pornografico ma che aveva l'intento di contrapporsi a quello del marchese de Sade, celebrando infatti un erotismo privo di crudeltà e violenza ma — scrisse nella prefazione — «in cui l'amore, ricondotto alla natura, libero da scrupoli e pregiudizi, non presenti che immagini ridenti e voluttuose.»

## Adattamenti
- L'opera è stata adattata in una versione a fumetti da Guido Crepax nel 1979.